# Авіш (фрегезія)
Авіш (порт. Avis) — фрегезія (район) в муніципалітеті Авіш, округ Порталегре, Португалія. Територія — 92,09 км². Населення — 1 950 осіб. Густота населення — 21,2 чол/км².

## Пам'ятки
| Португалія | Це незавершена стаття з географії Португалії. Ви можете допомогти проєкту, виправивши або дописавши її. |